# 赫洛克 (馬里蘭州)
赫洛克（英語：Hurlock）是一個位於美國馬里蘭州多徹斯特縣的市鎮。

## 人口
根據2020年美國人口普查的數據，赫洛克的面積為7.48平方千米，當中陸地面積為6.97平方千米，而水域面積為0.51平方千米。當地共有人口2070人，而人口密度為每平方千米277人。